# ゲレダ
ゲレダ (アラビア語: غيريدا) は、チャドのワジ・フィラ州に位置する都市である。

## 概要
この都市の中にはゲレダ空港が位置している。